# 15 Pułk Piechoty Honwedu
15 Pułk Piechoty Honwedu (HonvIR 15, HIR.15) – pułk piechoty królewsko-węgierskiej Obrony Krajowej.  
Pułk został utworzony w 1886 roku. Okręg uzupełnień – Trenczyn (węg. Trencsén, niem. Trentschin).
Kolory pułkowe: szary (niem. schiefergrau), guziki złote. Skład narodowościowy w 1914 roku 85% – Słowacy. 
Komenda pułku oraz I, II i III bataliony stacjonowały w Trenczynie.
W 1914 roku wszystkie bataliony walczyły na froncie wschodnim. Bataliony wchodziły w skład 74 Brygady Piechoty Honwedu należącej do 37 Dywizji Piechoty Honwedu, a ta z kolei do V Korpusu 1 Armii.

## Dowódcy pułku
- płk Heinrich Dormandy von Dormandk (1914[3])